# IC 3772
IC 3772 је спирална галаксија у сазвјежђу Ловачки пси која се налази на листи објеката дубоког неба у Индекс каталогу.
Деклинација објекта је + 36° 31' 52" а ректасцензија 12h 46m 56,1s. Привидна величина (магнитуда) објекта IC 3772 износи 14,8 а фотографска магнитуда 15,6. IC 3772 је још познат и под ознакама MCG 6-28-28, CGCG 188-20, PGC 43123.